# Lolland (commune)
Pour l’île homonyme, voir Lolland.

Église du Danemark dans Lolland (commune).

La municipalité ou commune de Lolland est une entité administrative et territoriale danoise située dans l’île de Lolland dans la région du Sjælland. Le chef-lieu de cette municipalité est Maribo.
Elle couvre une superficie de 892 km2 et comptait une population de 41 615 habitants lors du dernier recensement de 2019.

## Histoire
La commune de Lolland a été instituée à la date du 1er janvier 2007, lors de la mise en place de la réforme des institutions municipales. Sept villes composent cette municipalité :
- Maribo, siège de la commune ;
- Nakskov, la ville la plus importante ;
- Holeby ;
- Højreby ;
- Ravnsborg ;
- Rødby ;
- Rudbjerg.